# Crassula manaia
Crassula manaia (лат.) — вид растений рода Толстянка (Crassula) семейства Толстянковые (Crassulaceae), эндемично произрастающий на северной части Новой Зеландии.

## Название
Родовое латинское название Crassula происходит от латинского слова crassus, — «толстый», в основном из-за присутствия у растений этого рода сочных листьев.
Видовой латинский эпитет manaia происходит от названия города Манайя, в окрестностях которого произрастает растение.

## Ботаническое описание
Небольшое однолетнее или многолетнее травянистое, формирующее небольшие бледно-зелёные мохообразные коврики, которые могут быть от рассеянных до плотных и компактных. Стебли узкие, укореняющиеся в узлах, сильно разветвленные, их концы едва приподнимаются. Листья сочные, сросшиеся у основания, имеют размеры примерно 1-2(-3,5) х 0,6-1 мм и толщину около 0,5-0,6 мм. Форма листьев варьирует от эллиптически-ланцетных до эллиптически-яйцевидных, с верхней поверхностью плоской и нижней выпуклой, а их верхушки могут быть от тупых до подострых.
Цветки располагаются поодиночке в пазухах листьев, они четырехчленные и имеют диаметр около 1-1,3 мм, а цветоножки меньше 1 мм в диаметре; в период плодоношения они удлиняются до 3 мм. Доли чашечки имеют размеры около 0,7-1 х 0,4 мм, с острыми или подострыми концами. Лепестки треугольно-яйцевидные, мелкие, окрашены в розовые, красноватые или зеленовато-белые тона и примерно равны по длине чашечке. Листовки гладкие, семена имеют размеры около 0,3-0,35 мм.

## Распространение и экология
Вид является эндемиком и встречается только на южном побережье региона Таранаки. Часто встречается в траве вперемешку с Zoysia minima.
Crassula manaia сходна с Crassula mataikona, с которой она иногда растет. Однако Crassula mataikona имеет более крупные размеры и формирует более разреженные маты. У нее также стебли у основания восходящие и прямостоячие, достигающие высоты 10-30 мм. Листья Crassula mataikona образуют плотные скопления вдоль частей открытого стебля, при этом в пазухе листа может находиться (1-)2 цветка. Часто цветки кажутся густо собранными из-за придаточных листьев, которые также часто несут цветки. Семена Crassula mataikona немного крупнее (0,35-0,43 мм).

## Таксономия
Crassula manaia A.P.Druce & Sykes, первое упоминание в New Zealand J. Bot. 26: 477 (1988).

### Синонимы
Гомотипные (основанные на одном и том же номенклатурном типе):
- Tillaea manaia (A.P.Druce & Sykes) V.V.Byalt